# Noma (restaurant)
Pour les articles homonymes, voir Noma.
Le Noma est un restaurant, trois étoiles au Michelin, situé à Copenhague au Danemark et dirigé par le chef René Redzepi. Le nom est un mot-valise formé des deux termes danois « no rdisk » (pays nordiques) et « ma d » (nourriture). Le restaurant est connu pour sa réinvention et l'interprétation de la cuisine nordique. En 2010, 2011, 2012 et 2014, il est classé comme le « meilleur restaurant au monde » dans le classement du World's 50 Best, puis de nouveau en 2021.

## Historique du bâtiment
Le restaurant est situé dans un ancien entrepôt, sur le front de mer, dans le quartier Christianshavn au centre de Copenhague.
Cet entrepôt est situé près de la Place du Commerce du Groenland (en danois : Grønlandske Handels Plads), qui fut pendant 200 ans un centre de commerce avec les îles Féroé, le Comté de Finnmark, l'Islande, et en particulier, le Groenland. Le poisson séché, le hareng salé, l'huile de baleine, les peaux sont les types de marchandises qui étaient stockées dans et autour de l'entrepôt avant d'être vendues sur les marchés européens.
En 2004, l'entrepôt a été transformé en Maison de l'Atlantique Nord, un Centre pour l'Art et la Culture de la région Nord Atlantique. Le restaurant Noma a été ouvert par René Redzepi et Claus Meyer cette même année. La décoration intérieure du restaurant est une création de Signe Bindslev-Henriksen.
En 2010, 2011, 2012 et 2014, il est classé comme le « meilleur restaurant au monde » par la revue Restaurant,
En 2018, le restaurant déménage dans d'autres locaux, ce qui lui permet de figurer de nouveau dans le classement du World's 50 Best, où il est 1er en 2021.

## La cuisine
Le Noma offre une cuisine nordique/scandinave que les fondateurs du restaurant, ont tenté de redéfinir. Elle peut être considérée plus comme une interprétation de la cuisine nordique que comme de la cuisine nordique traditionnelle.
Le chef René Redzepi met un point d'honneur à cuisiner des produits de saison et locaux. Ainsi, la carte varie selon les saisons et les plats qu'il concocte sont directement inspirés par la nature et les paysages environnants : baies, champignons, fleurs et autres plantes sauvages trouvent naturellement leur place dans les assiettes du Noma.
En 2018, René Redzepi sort un livre sur le principe de fermentation des aliments, signature des plats du Noma selon ses propres termes.

## Le personnel
René Redzepi a auparavant travaillé dans des restaurants tels que The French Laundry (Yountville, Californie), El Bulli (Roses, Espagne), Kong Hans Kælder (en) (Copenhague) et Le Jardin des Sens à Montpellier.

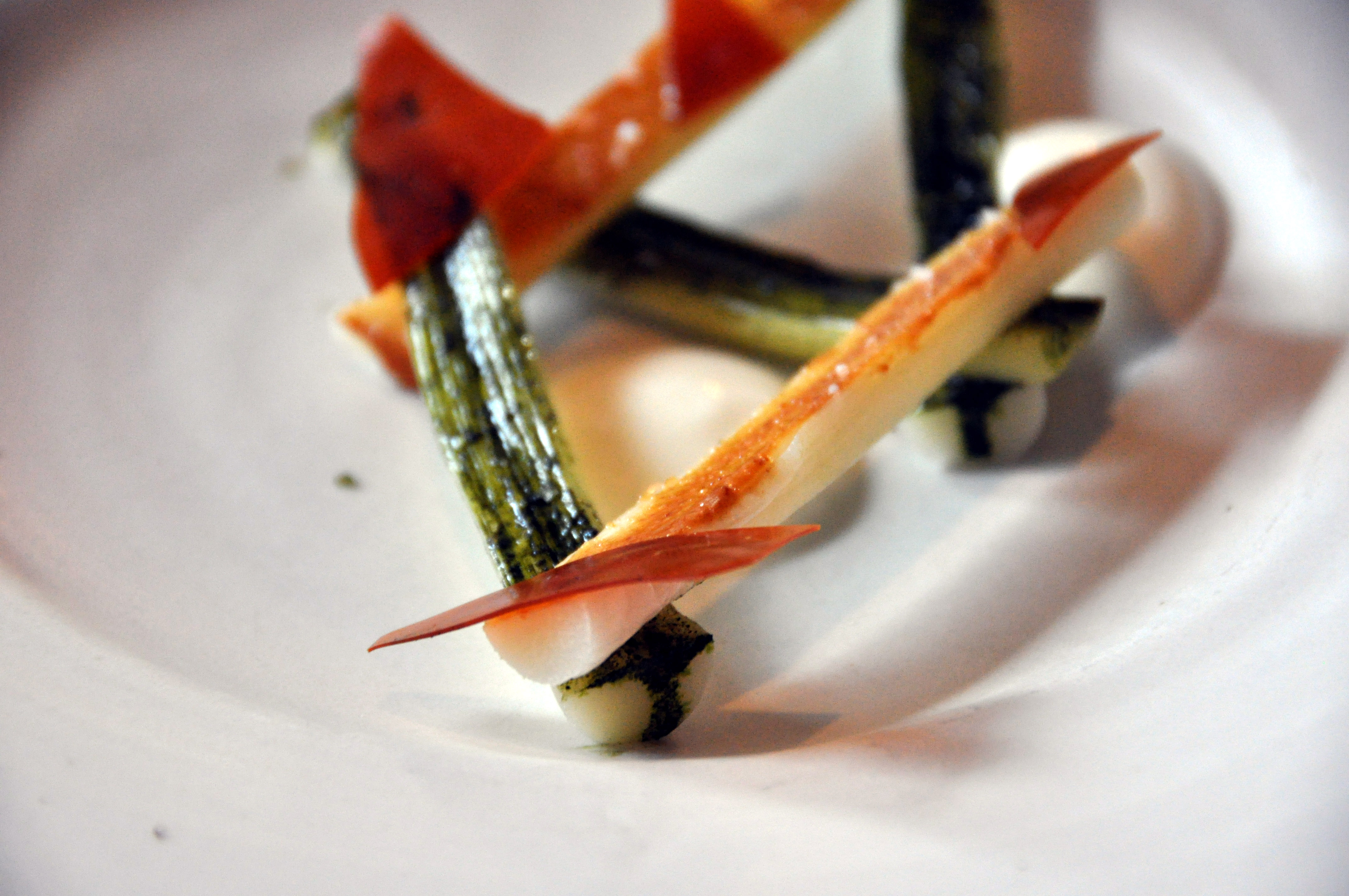
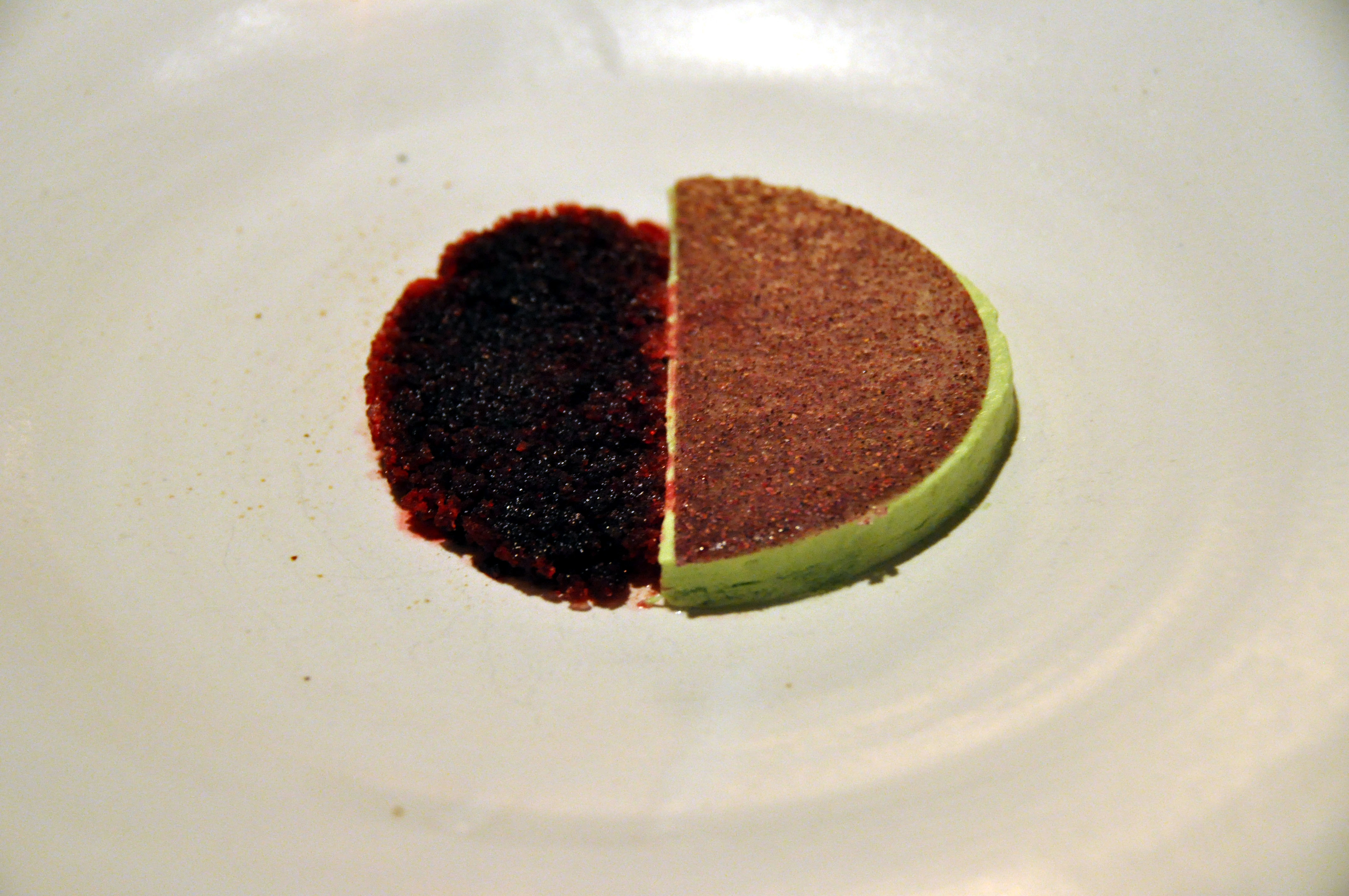
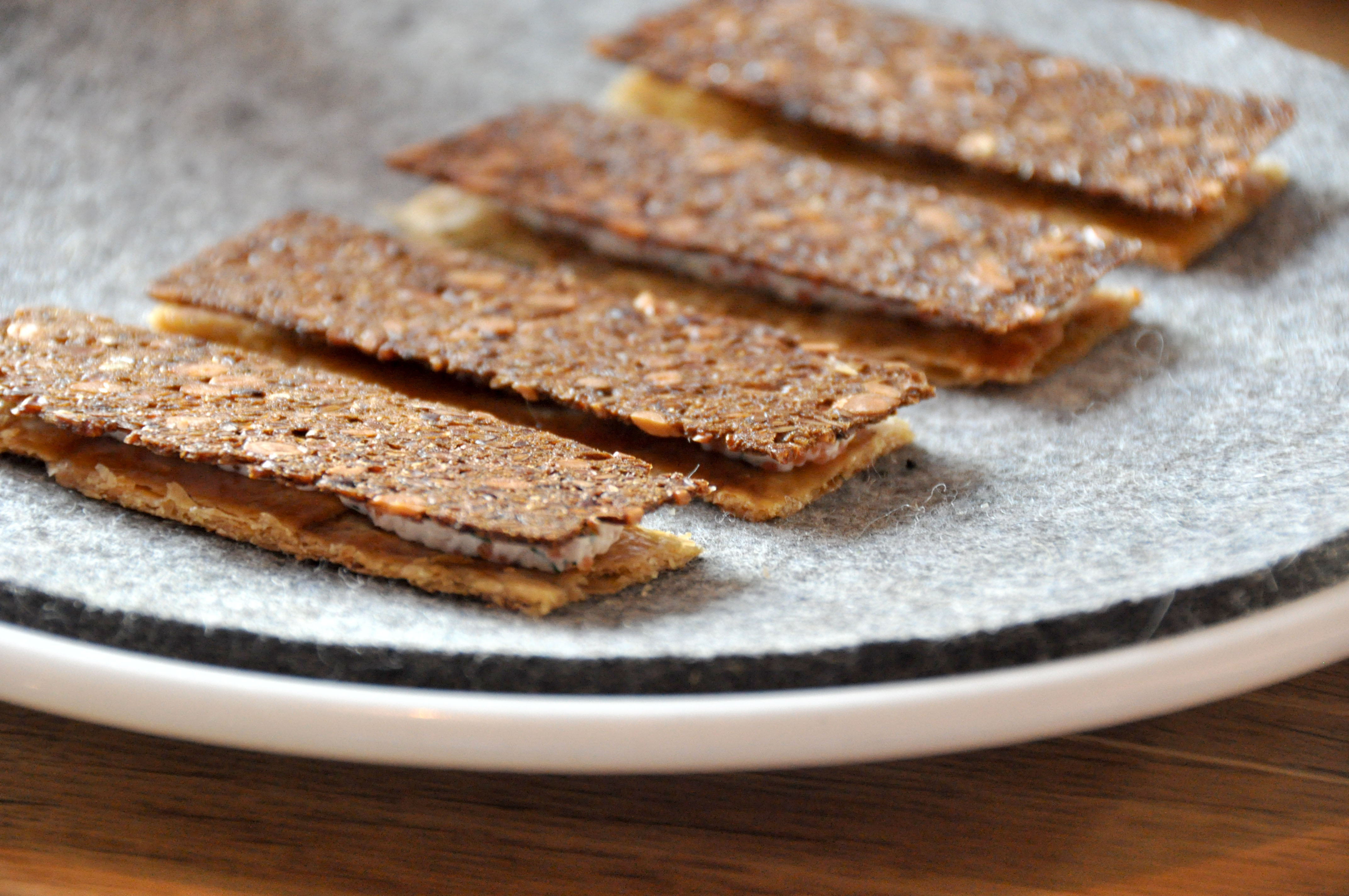
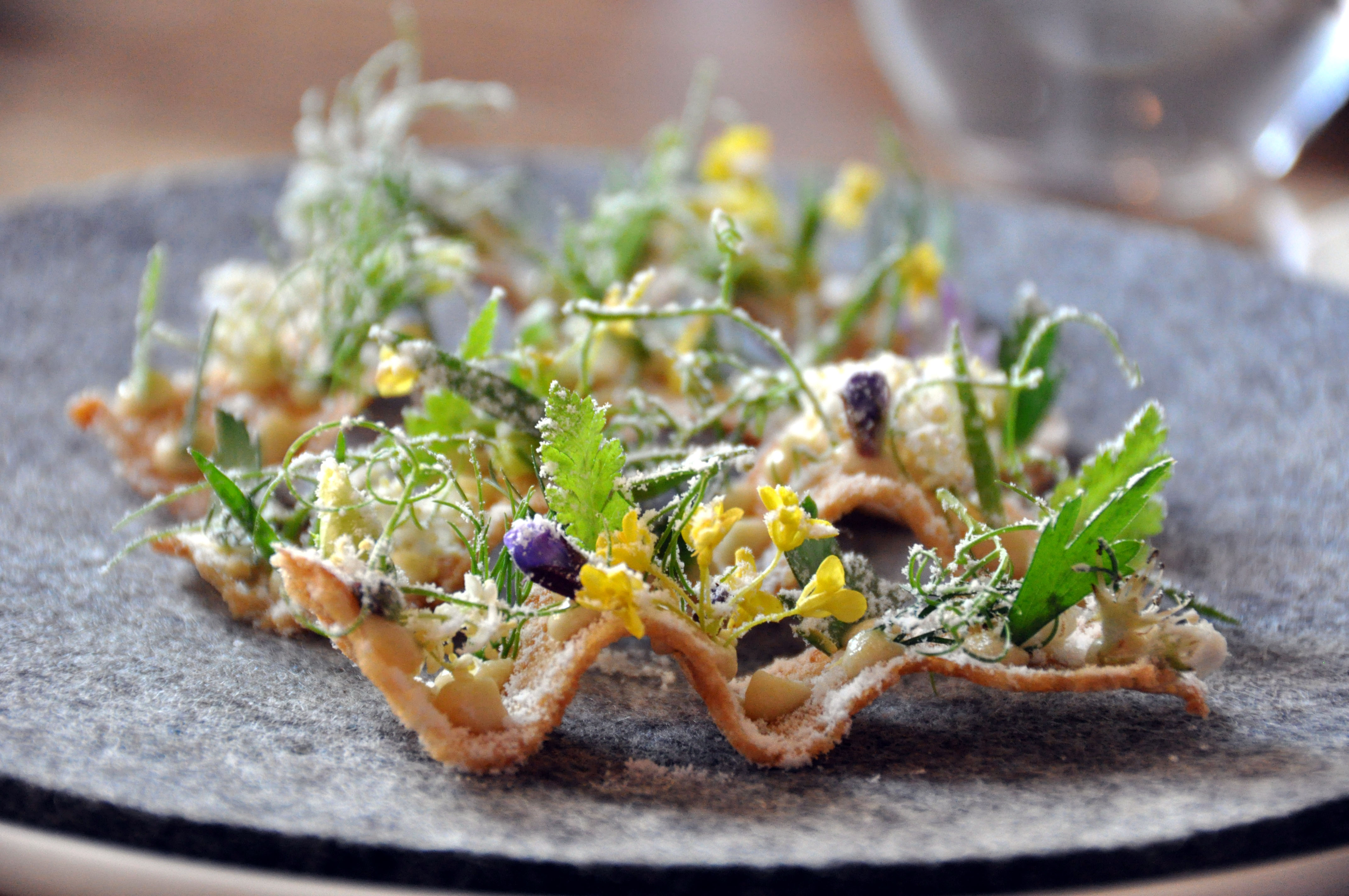
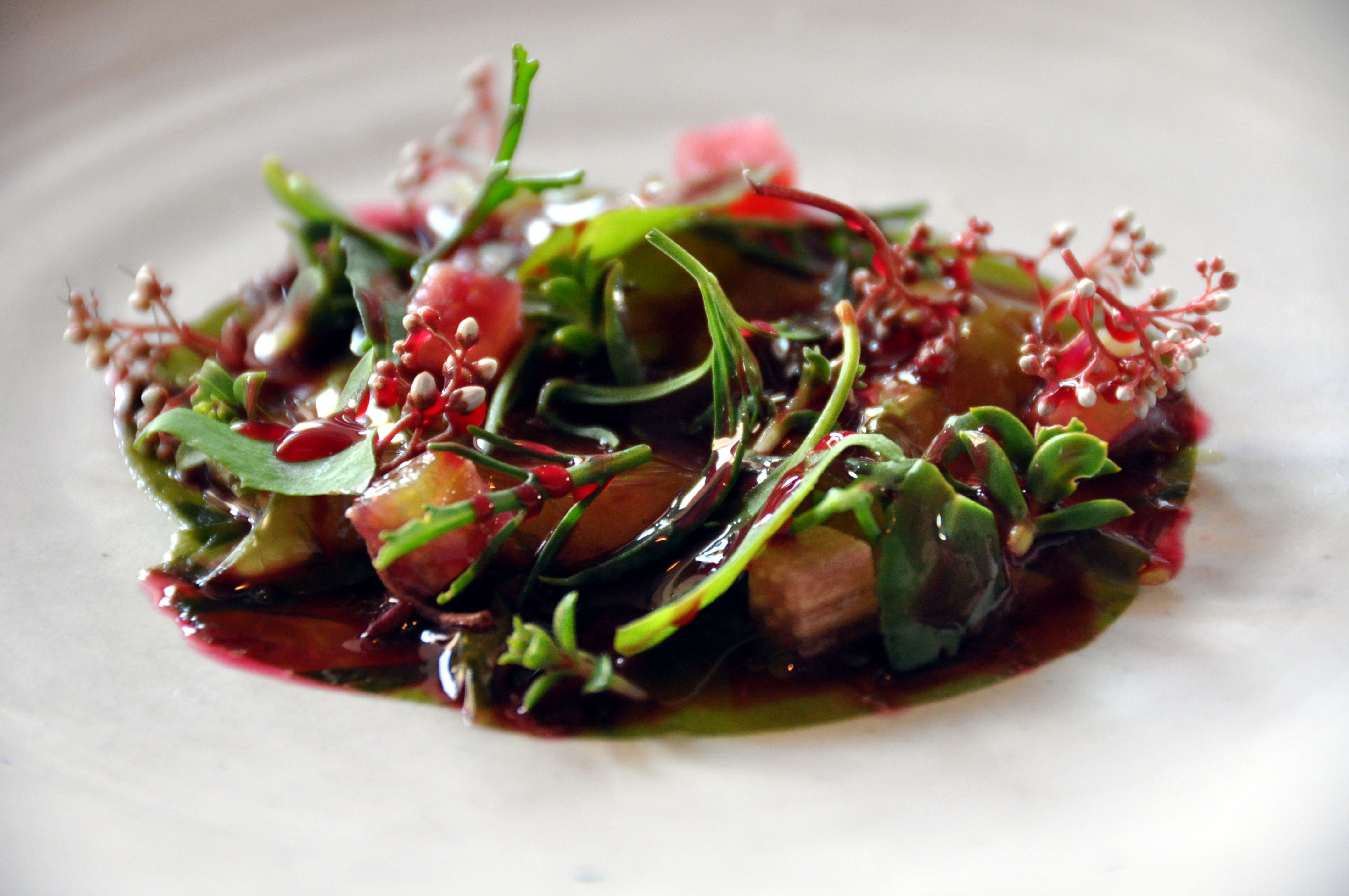
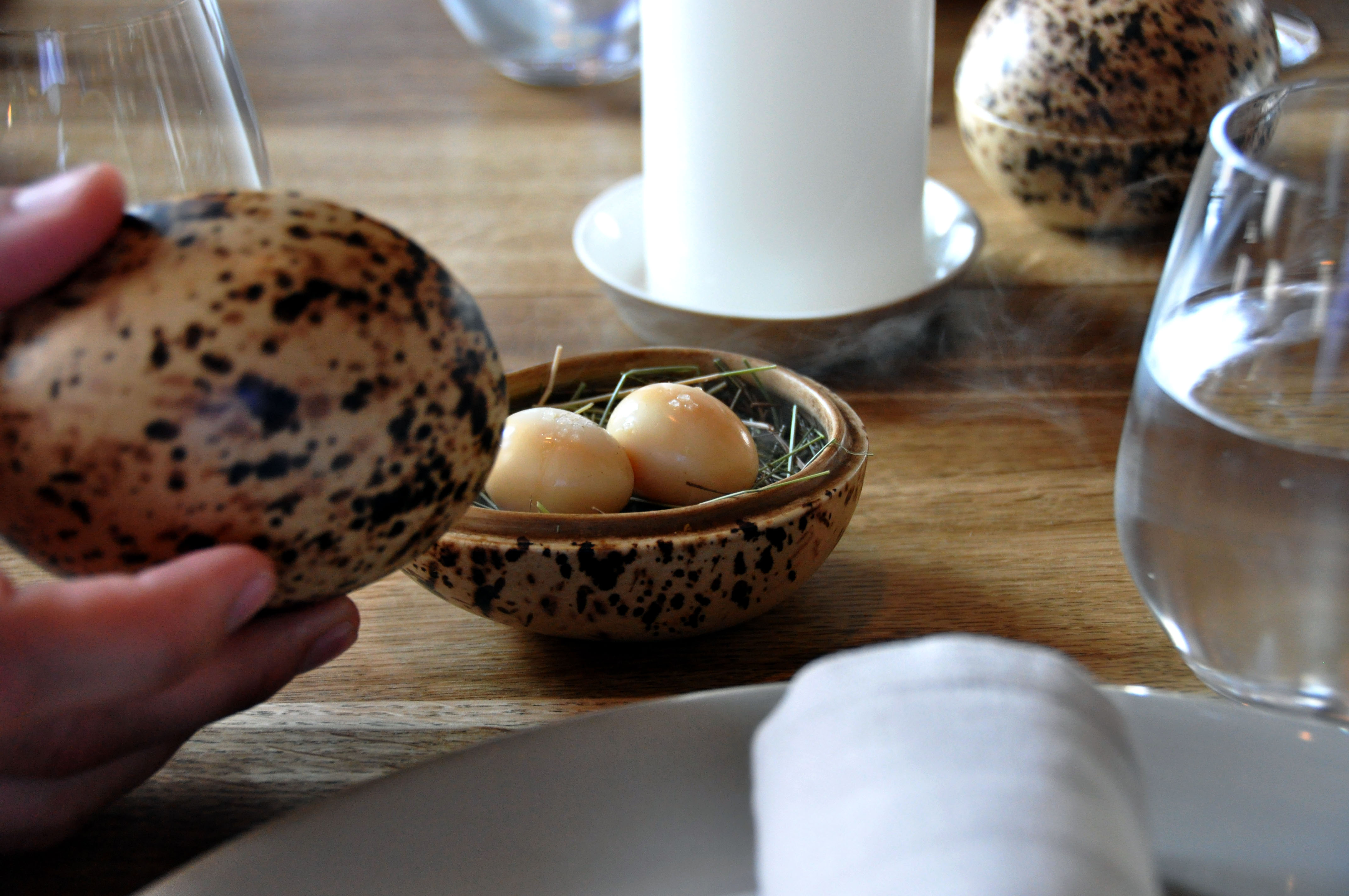
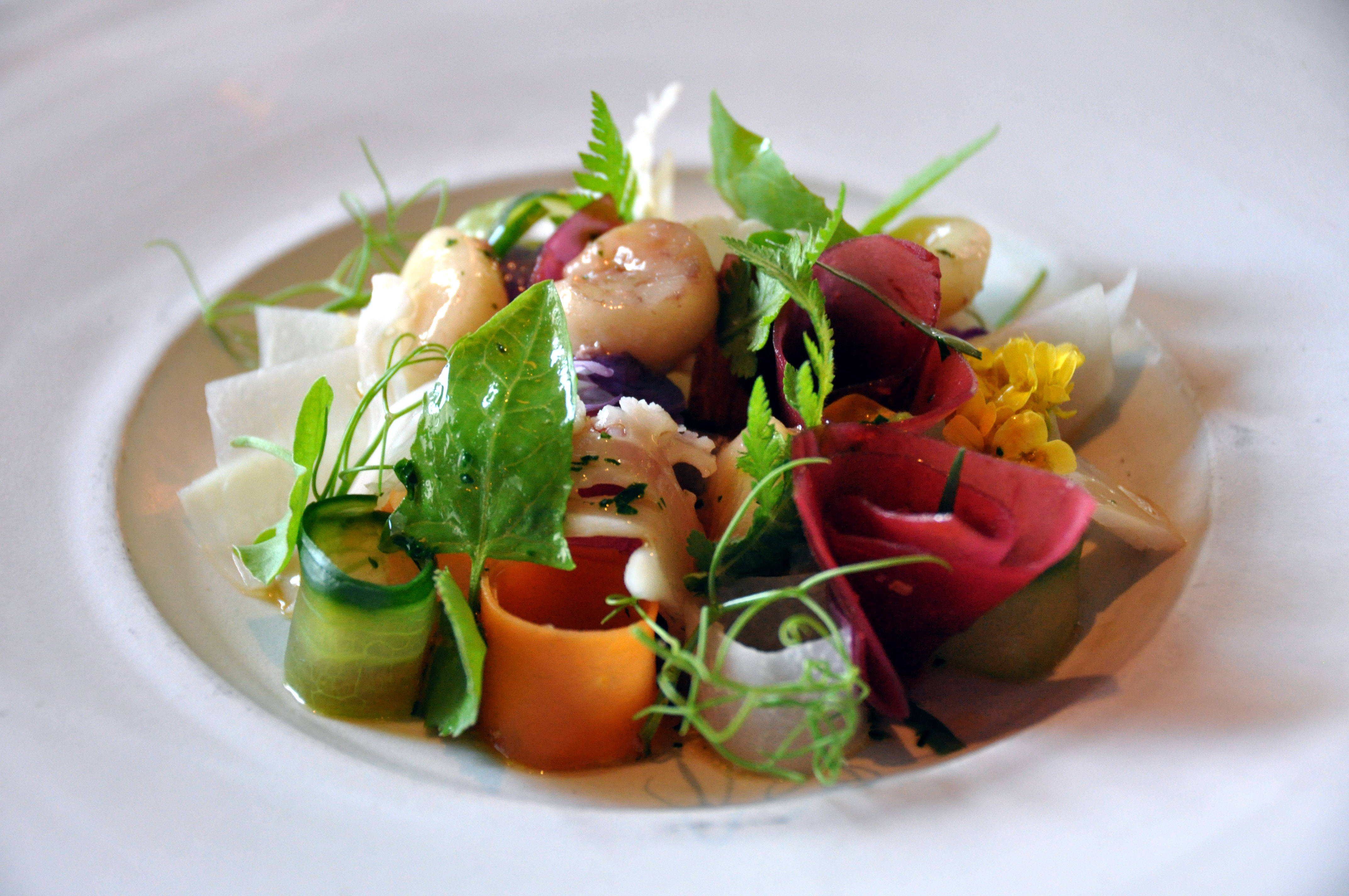
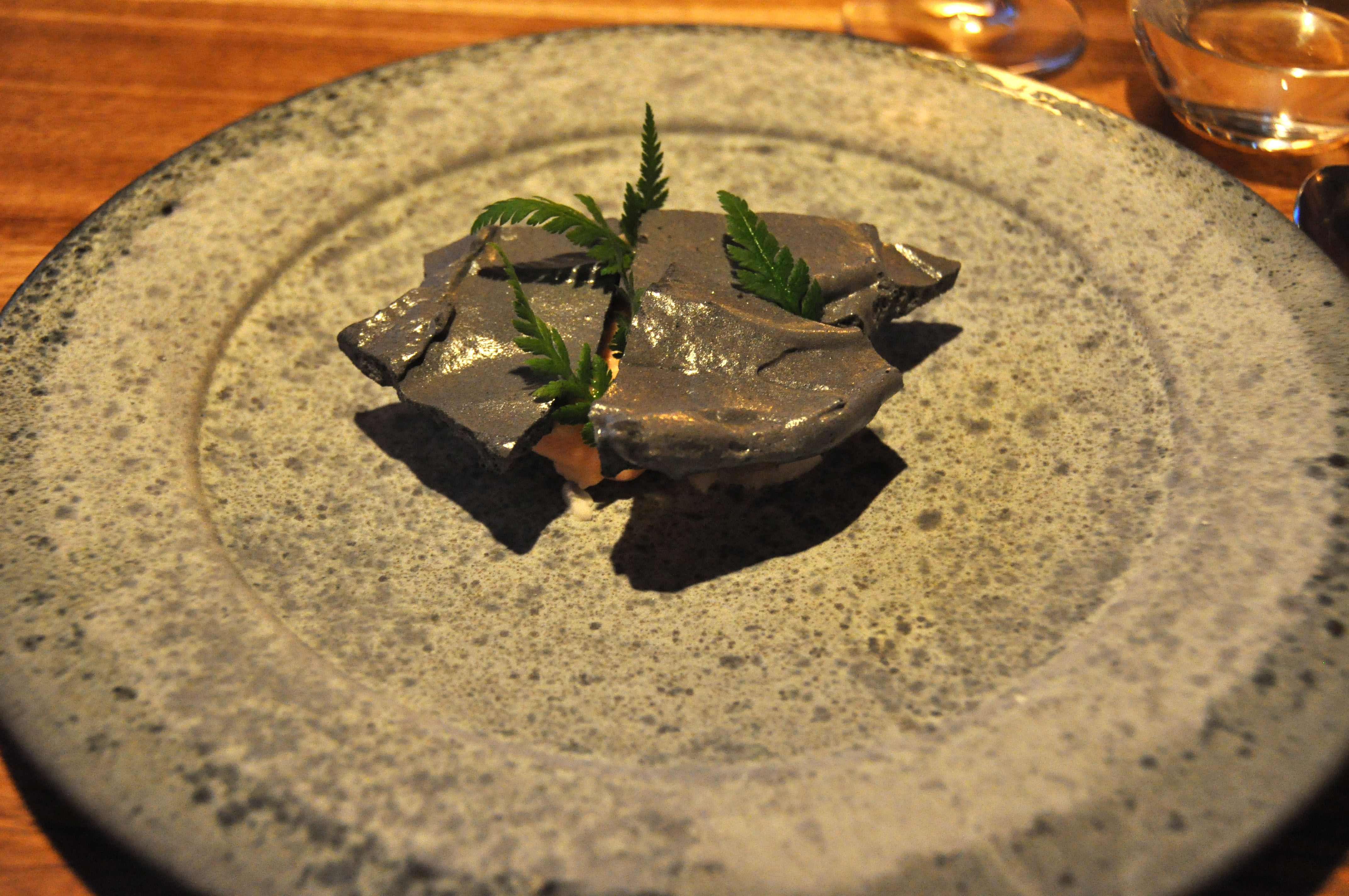

La sommelière est Ava Mees List.

## Intoxication alimentaire
Entre le 12 et le 16 février 2013, une soixantaine de personnes ont été victimes d'une intoxication alimentaire, se caractérisant par des vomissements et des diarrhées, symptômes manifestes de gastro-entérite. La contamination proviendrait des manipulations effectuées par un des employés, malade. Les autorités sanitaires danoises ont critiqué l'établissement pour ne pas l'avoir prévenu suffisamment tôt. En lice pour une troisième étoile au Guide Michelin, cette intoxication ne devrait être d'aucune incidence sur sa future notation, si l'on en croit une porte-parole du guide au Danemark.
Le journaliste et critique gastronomique français Périco Légasse avance que « ces accidents de santé ont pour seule et unique cause l’utilisation d’additifs et d’adjuvants nocifs dans leurs mixtures. ».
Finalement, après les analyses du département de la Santé, il s'agissait d'une contamination au norovirus dans les moules utilisées par le restaurant,.

## Récompenses et distinctions
- 2021 : Guide Michelin, trois étoiles[12]
- 2021 : Meilleur restaurant du monde 2021, le magazine Restaurant Top 50
- 2014 : Meilleur restaurant du monde 2014, le magazine Restaurant Top 50[13]
- 2012 : Meilleur restaurant du monde 2012, le magazine Restaurant Top 50[13]
- 2011 : Meilleur restaurant du monde 2011, le magazine Restaurant Top 50[13]
- 2010 : Meilleur restaurant du monde 2010, le magazine Restaurant Top 50[13]
- 2009 : 3e meilleur restaurant du monde et Chefs' Choice, 2009 du magazine Restaurant Top 50
- 2008-2009 : Guide Michelin, deux étoiles
- 2008 : René Redzepi est nommé Chef International de l'Année à la conférence Lo Mejor de la Gastronomia de San Sebastian, en Espagne[14]
- 2008 : Les utilisateurs du site Web international TripAdvisor (25 millions d'utilisateurs par mois) nomment Noma le meilleur restaurant du monde[15].
- 2008 : 10e meilleur restaurant du monde, du magazine Restaurant, Top 50, 2008
- 2007 : 15e meilleur restaurant du monde, du magazine Restaurant, Top 50, 2007

## Filmographie
- Noma My Perfect Storm, film documentaire de Pierre Deschamps sorti en 2015, 100 min[11].
- Noma au Japon (Ants on a Shrimp), film documentaire[16]. de Maurice Dekkers sorti en France en avril 2017, 88 min